# 彩色印刷
彩色印刷是用彩色方式复制图像或文字的复制方式（与此相对应的是只有黑白的印刷方式，或称单色印刷）。它包括了许多步骤，或称转换过程，才能产生高品質的彩色复制品。下面是彩色印刷的一些主要步骤，以及一些历史沿革。

## 彩色分色工艺
彩色分色工艺用于对原稿进行数字式扫描，将原稿分成红色、绿色和蓝色的成分。在数字式成像开发出来以前，彩色分色的传统方法是对图像照相3次，每次都用相对应颜色的滤色片过滤不同的光线。不过分色以后，所需的结果是3个灰色图像，其分别代表原稿的红色、绿色和蓝色的成份：
下一步是转换每一色分色片。在生成红色成分的阴图图像时，生成的图像代表图像青的成分。同样，也生成绿色成份、蓝色成份的阴图片，以便相应地生成洋紅色和黄色的分色片。
青色、洋紅色（紫色）和黄色是CMYK減色法原色，因为每种颜色代表的是从白光中减去一种加色法原色所剩的两种加色法原色。青色、洋紅色（紫色）和黄色是颜色复制中三种主要的颜料。在这三种颜色在印刷中组合在一起，可以对原稿进行合理的复制，但实际情况下并非如此。由于油墨颜料的限制，所产生的较暗的颜色比较髒、发污。为了解决这个问题，还要制作一张黑版，以改善暗部的颜色，提高图像的反差。已经有多种技术可以从原稿图像制作这块黑版；这些技术包括灰色成份替换、底色去除和底色增加。

## 加网
印刷油墨不能混合。出于这个原因，每次只能在纸张上的某个位置印一种颜色的油墨。印得靠近的不同颜色产生的视觉混合，给观看人员连续调图像的概念。要使颜色互相分开，可以使用网屏来分达到这个目的，产生的网点也称为半色调或网目调。
传统的半色调网屏是用两块玻璃板制成的，每块玻璃板上都有填上油墨的线条，这两块玻璃板垂直粘接在一起。通过这些网屏曝光制得各张彩色分色片。高反差的图像，一旦显影后，根据该区域接受到的光线的数量，形成不同直径的网点，其就制得灰色的分色片图像。当某种分色片上特定部位的网点直径大时则印品上该处着墨量即增多，反之减小。此种靠网点的大小来决定相应颜色着墨量多少的方式成为调幅加网
玻璃网屏在出现高反差软片后就逐渐淘汰了，高反差软片是用分色片曝光制得半色调网。然后为电子直接用激光在软片上生成半色调的工艺所替代。目前，计算机直接制版（CTP）技术可以让印刷厂完全不采用这个工艺的软片部分。计算机直接制版技术直接将网点用激光在印版上成像，节省了成本，提高了质量（因为减少重复的复制），减少了制作的时间，同时也减少有毒的软片加工化学品对环境的危害。
每英寸60至120线（lpi）网线的网屏用于复制报纸上的彩色图像。这不能达到高质量的复制，但是已经是廉价的吸收性好的纸张能达到的最好的网目调了。更细的网点会使油墨铺开，使颜色发污。要想看到网目调的最好方法是用放大镜检查彩色报纸的图像。133至175线/英寸的网屏用于杂志印刷和商业印刷。
要测量纸张上吸收或铺开多少的量度称为网点增益。

## 调频加网
数字加网的技术也使加网工艺达到新的境界，最有名的是调频加网。因为这种加网方式的网点是随机的，传统网目调会产生的龟纹效果就不存在了。调频加网的其它优点是能够在使用同样的油墨的情况下得到更宽的色域。简单的描述即：分色底片上每个网点的大小都是一样的（该大小由激光照排机特性参数决定，不可更改），而靠不同区域网点的密度来决定相应颜色在该处着墨量的多少。分色片上某处网点越是密集，则该处对应颜色着墨量也就越多，反之亦然。
几乎所有的喷墨打印机设备都使用调频加网方式，如果你家里有台喷墨打印机，就可以拿放大镜看一下你打印的图像。喷墨打印厂商将这种技术称为按需喷墨，除此之外尚有另外原理的喷墨打印，但市场上非常罕见。
调频加网或一些传统网线加网与调频加网混合方式最近逐渐成为胶印或平版印刷的标准加网方式。

## 外部連結
- 印刷 （页面存档备份，存于）